# 조지아 여자 축구 국가대표팀
조지아 여자 축구 국가대표팀은 조지아를 대표하는 여자 축구 대표팀으로 조지아 축구 협회에서 관리한다. 유럽 여자 축구 최약체로 평가되는 팀들 중 하나로 1997년 9월 10일 세르비아와의 국제 경기 데뷔전에서 0-11로 대패했으며 FIFA 여자 월드컵과 UEFA 유럽 여자 축구 선수권 대회 그리고 하계 올림픽 본선 출전 기록이 없다.

## 성적

### FIFA 여자 월드컵
- 1991년 ~ 1995년: 불참
- 1999년: 예선 탈락
- 2003년 ~ 2007년: 불참
- 2011년: 예선 탈락
- 2015년: 예선 탈락
- 2019년: 예선 탈락

### 올림픽 축구
- 1996년: 불참
- 2000년: 예선 탈락
- 2004년 ~ 2008년: 불참
- 2012년: 예선 탈락

### UEFA 유럽 여자 축구 선수권 대회
- 1984년: 불참
- 1987년: 불참
- 1989년: 불참
- 1991년: 불참
- 1993년: 불참
- 1995년: 불참
- 1997년: 불참
- 2001년: 불참
- 2005년: 불참
- 2009년: 예선 탈락
- 2013년: 예선 탈락

## 같이 보기
- 조지아 축구 국가대표팀